# (38321) 1999 RQ121
1999 RQ121 (asteroide 38321) é um asteroide da cintura principal. Possui uma excentricidade de 0.06648990 e uma inclinação de 8.69178º.
Este asteroide foi descoberto no dia 9 de setembro de 1999 por LINEAR em Socorro.